# Niki Belucci

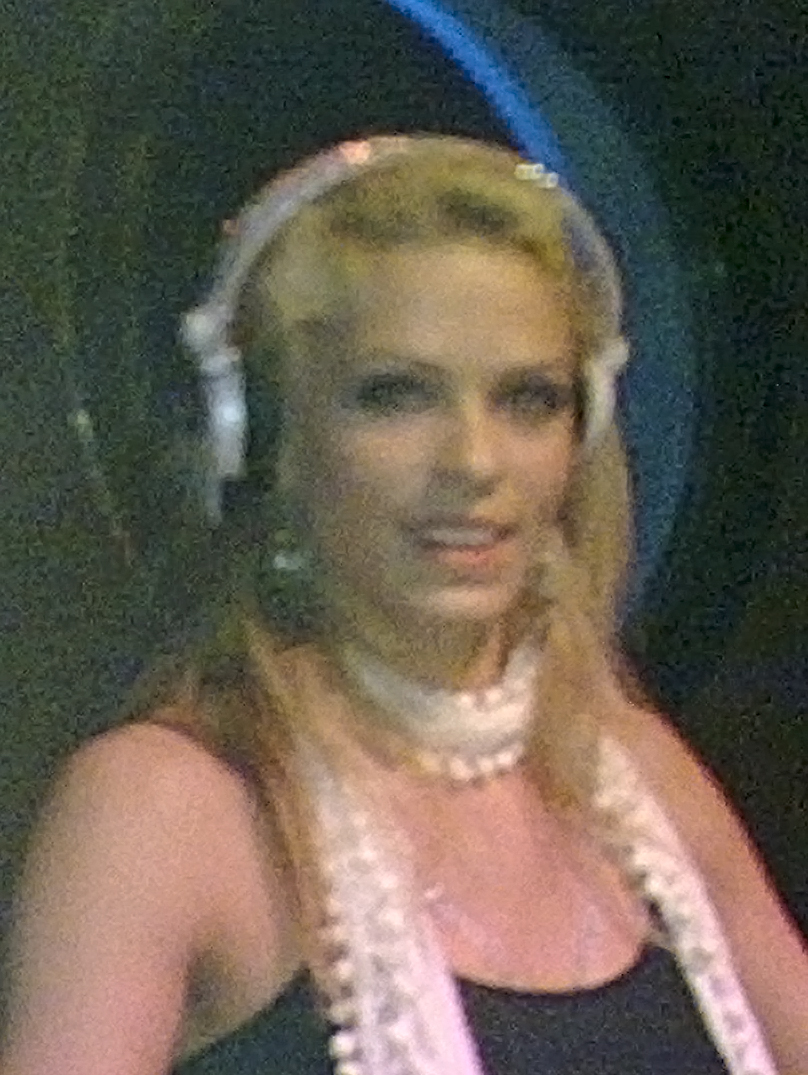
Niki Belucci (2010)

Niki Belucci (* 10. März 1983 in Budapest als Nikolett Pósán) ist eine ehemalige ungarische Turnerin und Pornodarstellerin, die heute als House-DJ arbeitet.

## Leben
Niki Belucci nahm im Kindesalter an mehreren nationalen und internationalen Turnmeisterschaften teil, bei denen sie gute Ergebnisse erzielte und mehrere Medaillen gewann. Im Jahre 1998 war sie in der Nationalmannschaft und bei den Vorbereitungen auf die Olympischen Spiele 2000 in Sydney, als sie sich verletzte und nach zehn Jahren das Turnen aufgeben musste. Sie jobbte als Kellnerin und Verkäuferin, bis sie 2002 eine sechsmonatige Karriere als Pornodarstellerin und Erotikfotomodell begann. Sie war in 29 Hardcore-Produktionen zu sehen. 2011 stand sie für die mazedonische Ausgabe des Männermagazins Playboy vor der Kamera.
Als DJ legt sie weltweit auf. Sie zeigt sich dabei meist in freizügigen Outfits.

## Diskografie (Singles)
- Get Up (Kingdom Kome Cuts, 2008)
- Blue Down (Karmatronic, 2007)
- 1234 (Mima, 2004)

## Auszeichnungen
- 2005: AVN-Award-Nominierung – Female Foreign Performer of the Year
- 2005: AVN-Award-Nominierung  – Best Sex Scene in a Foreign-Shot Production (The Voyeur 26 – nominated with Tiffany Diamond & Nick Lang)

## Filmografie
- The Private Story of Lucy Love (2005) (V)
- Private Black Label 34: Victoria's Wet Secrets (2004) (V)
- Alexandra (2004) (V)
- The Best by Private 63: Tattoo'd Ladies (2004) (V)
- P.O.V.: Up Close and Personal (2003) (V)
- Pirate Fetish Machine: Fetish Recall - Fact or Friction? (2003) (V)
- Private Gold 60: Private Eye (2003) (V)
- Private X-treme 7: Body Shock (2003) (V)
- The Best by Private 52: I Want to Fuck You... Onboard (2003) (V)
- Blowjob Fantasies 17 (2003) (V)
- L'Éducation de Claire (2003) (V)
- Garden of Seduction (2003) (V)
- Legal Skin 10 (2003) (V)
- Sacro e profano (2003) (V)
- The Voyeur 26 (2003) (V)
- The Voyeur 27 (2003) (V)
- Legal Skin 6 (2002) (V)
- Napoli decadente (2002) (V)
- North Pole #37 (2002) (V)
- Two in the Seat 2 (2002) (V)